# Ultraweekend Maasmechelen
Het Ultraweekend Maasmechelen was een atletiekevenement dat eenmalig georganiseerd werd in 2014 te Maasmechelen, België tijdens het laatste weekend van de maand juni en het omvat het Open Belgisch Kampioenschap Ultraloop evenals het Belgisch Kampioenschap 24u-loop.
Het evenement kwam er als vervanger van het ultraloop gedeelte van de voormalige atletiek wedstrijd De Nacht van Vlaanderen. Na 1 editie viel echter al het doek over het weekend.
De 100 kilometer ultraloop is een officiële IAU European 100Km Challenge volgens de IAAF-normen. 

## Competities
- Belgisch Kampioenschap 100 km Ultraloop
- Belgisch Kampioenschap 24 uur Ultraloop
- 50 km Ultraloop
- 12 uur Ultraloop
- 6 uur Ultraloop
- 100 km estafette
- 50 km estafette
- 25 km estafette

## Parcours
Het parcours start in het dorp Uikhoven,  is nagenoeg volledig vlak en loop doorheen door 2 kleine dorpen tussen het kanaal en de Maas.

## Uitslagen
| Jaar | BK Ultraloop 100km | BK Ultraloop 100km | Ultraloop 50km | Ultraloop 50km | BK Ultraloop 24u | BK Ultraloop 24u | Ultraloop 12u        | Ultraloop 12u |
| Jaar | Loper              | Tijd               | Loper          | Tijd           | Loper            | Afstand          | Loper                | Afstand       |
| ---- | ------------------ | ------------------ | -------------- | -------------- | ---------------- | ---------------- | -------------------- | ------------- |
| 2014 | Wouter Decock      | 6:54.42            | Anthony Phil   | 2:56.23        | Pat Leysen       | 212,10 km        | Leonie Van Den Haeck | 131,42 km     |